# Flavia Tumusiime
Flavia Tumusiime es una actriz, presentadora de radio y televisión, locutora, maestra de ceremonias y autora ugandesa. Interpretó el papel de Kamali Tenywa en la serie de televisión de Nana Kagga, Beneath The Lies - The Series de 2014 a 2016 y ha sido coanfitriona del Guinness Football Challenge.

## Biografía
Tumusiime nació en 1989 en Kampala y es la única hija de Enoch Tumusiime y Christine Asiimwe, oriundos de Kabale, en el suroeste de Uganda. Asistió a la escuela primaria St Theresa Kisubi, luego se unió a la escuela secundaria Kitante Hill para los niveles "O" y "A". Se graduó de la Escuela de Negocios de la Universidad de Makerere, con una licenciatura en Negocios Internacionales.

## Carrera
Ha sido presentadora de televisión desde que era adolescente. Comenzó a presentarse en el club de adolescentes de WBS TV, donde participó durante cuatro años. Entre 2010 y 2012, presentó K-files, otro programa de WBS TV. Desde 2011 presenta el desafío de fútbol Guinness. En el mismo período, ha sido VJ en Channel O. También fue presentadora de Big Brother Africa en 2012.

## Premios y reconocimientos
- Premio Young Achievers de Medios y Periodismo 2013
- Premio de plata en la categoría de mejor programa de media mañana en los premios Radio y TV 2013.[13]
- Modelo a seguir de Teeniez en los premios Buzz Teeniez de 2013 .[14]
- Personalidad femenina de los medios de comunicación mejor vestida del año - Abryanz Style and Fashion Awards 2015
- Mejor personalidad de radio femenina - Uganda Entertainment Awards 2016